# Gotfrid Alemanski
Gotfrid ali Gotefrid je bil od poznega 7. stoletja do svoje smrti vojvoda Alemanije,  * ni znano,  † 709.
Bil je iz Agilolfinške dinastije, ki je vladala v frankovski Vojvodini Bavarski.
V dokumentu iz Stuttgarta iz leta 700 je Gotfrid na zahtevo duhovnika Magulfa opatiji Sankt Gallen daroval grad Biberburg.
Gotfrid se je s frankovskim majordomom Pipinom Herstalskim vojskoval za svojo de facto neodvisnost. Vojna se do Gotfridove  smrti leta 709  ni končala. Nasledila sta ga sinova Lantfrid in Teodebald, ki sta imela podporo Pipina Herstalskega. 
Poročen je bil s hčerko Teoda Bavarskega, s katero je imel
- Odila, ki je kasneje vladal na Bavarskem,
- Huohing (Huocin, Houhi ali Hug), ki je bil ustanovitelj dinastije Ahalolfingov,
- Regardo, poročeno s Hildeprandom Spoletskim, in
- Liutfrida.

## Vira
- Geuenich, Dieter. Geschichte der Alemannen. Verlag Kohlhammer: Stuttgart, 2004. ISBN 3-17-018227-7.
- Geuenich, Dieter. Gotefrid (Godafrid, Cotefred). V: Reallexikon der Germanischen Altertumskunde (RGA). 2. izdaja, 12. zvezek, Walter de Gruyter, Berlin/New York 1998, ISBN 3-11-016227-X, str. 401–402.